# Levelibéka-félék

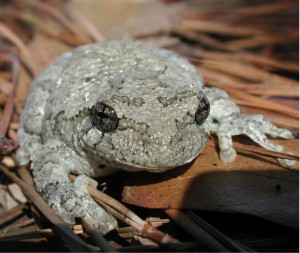
Tarka levelibéka (Hyla versicolor)

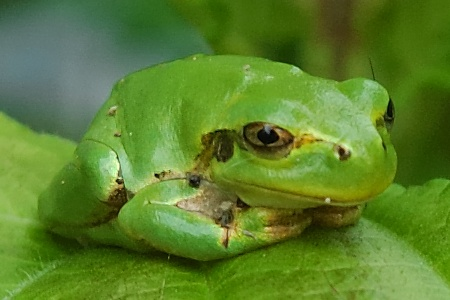
Japán levelibéka (Hyla japonica)

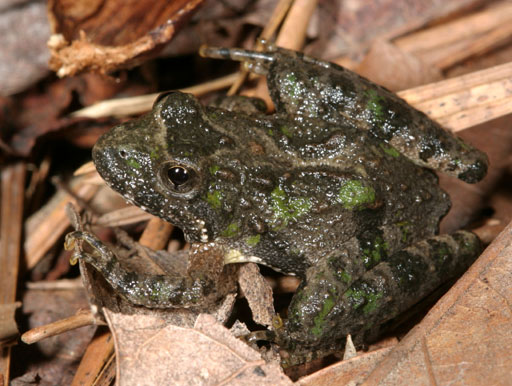
Északi sáskabéka (Acris crepitans)

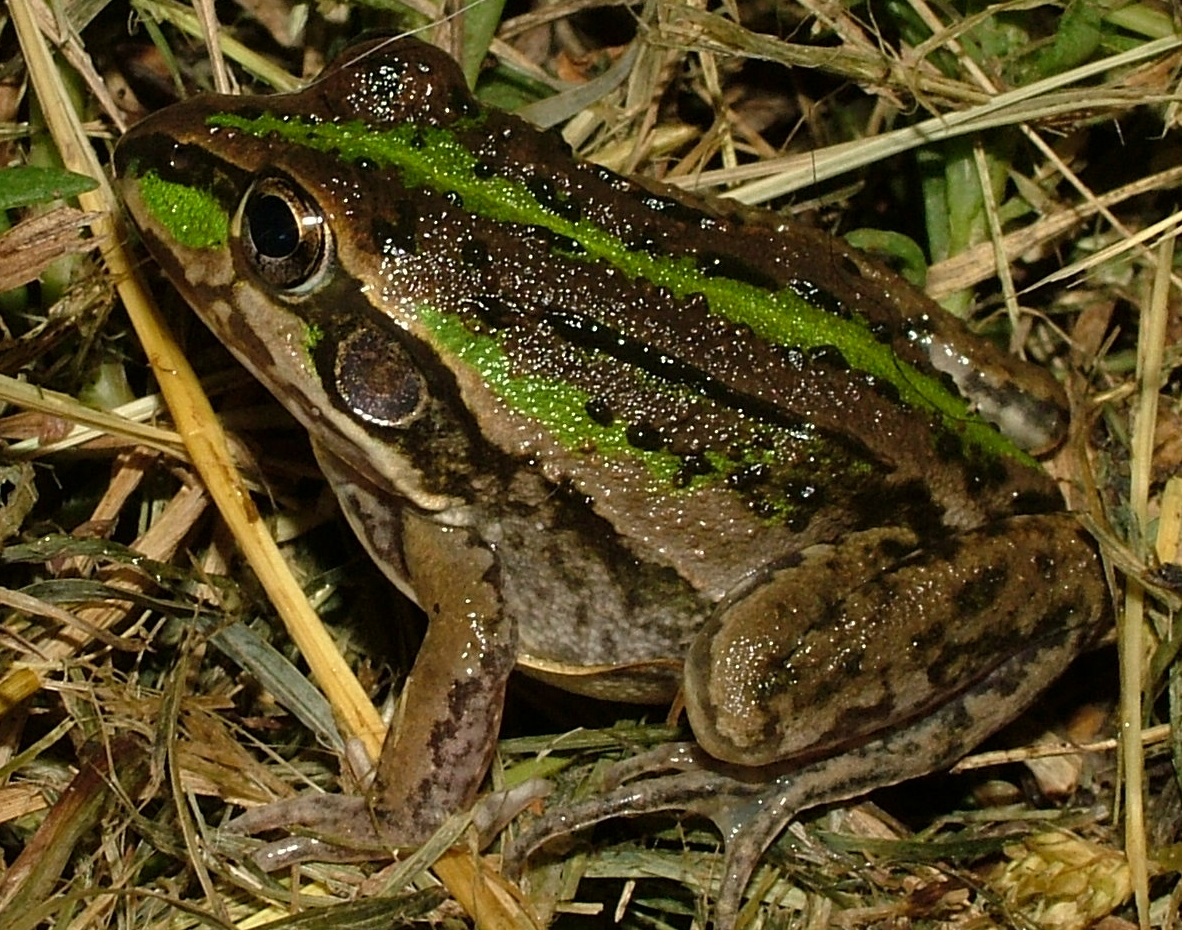
Cyclorana alboguttata

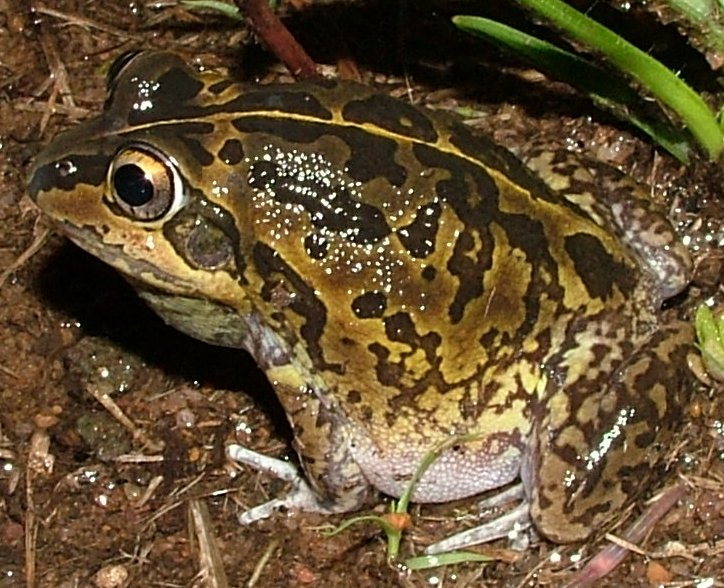
Cyclorana brevipes

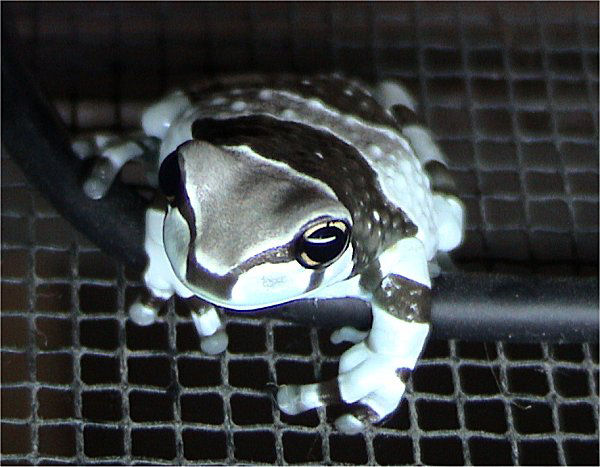
Phrynohyas resinifictrix

A levelibéka-félék (Hylidae) a kétéltűek (Amphibia) osztályába és  a békák (Anura) rendjébe tartozó  család.

## Rendszerezés
A korábbi rendszertanok ide sorolták a Hemiphractinae alcsaládot is, ennek nemeit három önálló családba sorolták át: Cryptobatrachidae, Hemiphractidae és erszényesbéka-félék (Amphignathodontidae).
A családba tartozó alcsaládok és családok:

### Acrisinae
Az Acrisinae alcsaládba tartozó nemek:
- Acris Duméril & Bibron, 1841
- Pseudacris Fitzinger, 1843

### Cophomantinae
A Cophomantinae alcsaládba tartozó nemek:
- Aplastodiscus Lutz, 1950
- Boana Gray, 1825
- Bokermannohyla Faivovich, Haddad, Garcia, Frost, Campbell & Wheeler, 2005
- Hyloscirtus Peters, 1882
- Myersiohyla Faivovich, Haddad, Garcia, Frost, Campbell & Wheeler, 2005
- Nesorohyla Pinheiro, Kok, Noonan, Means, Haddad & Faivovich, 2018

Incertae sedis:
- "Hyla" nicefori (Cochran and Goin, 1970)

### Dendropsophinae
A Dendropsophinae alcsaládba tartozó nemek:
- Dendropsophus Fitzinger, 1843
- Xenohyla (Izecksohn, 1998)

### Hylinae
A Hylinae alcsaládba tartozó nemek:
- Atlantihyla Faivovich, Pereyra, Luna, Hertz, Blotto, Vásquez-Almazán, McCranie, Sánchez, Baêta, Araujo-Vieira, Köhler, Kubicki, Campbell, Frost, Wheeler & Haddad, 2018
- Bromeliohyla Faivovich, Haddad, Garcia, Frost, Campbell & Wheeler, 2005
- Charadrahyla Faivovich, Haddad, Garcia, Frost, Campbell & Wheeler, 2005
- Dryophytes Fitzinger, 1843
- Duellmanohyla (Campbell & Smith, 1992)
- Ecnomiohyla Faivovich, Haddad, Garcia, Frost, Campbell & Wheeler, 2005
- Exerodonta Brocchi, 1879
- Hyla (Laurenti, 1768)
- Isthmohyla Faivovich, Haddad, Garcia, Frost, Campbell & Wheeler, 2005
- Megastomatohyla Faivovich, Haddad, Garcia, Frost, Campbell & Wheeler, 2005
- Plectrohyla (Brocchi, 1877)
- Ptychohyla (Taylor, 1944)
- Quilticohyla Faivovich, Pereyra, Luna, Hertz, Blotto, Vásquez-Almazán, McCranie, Sánchez, Baêta, Araujo-Vieira, Köhler, Kubicki, Campbell, Frost, Wheeler & Haddad, 2018
- Rheohyla Duellman, Marion & Hedges, 2016
- Sarcohyla Duellman, Marion & Hedges, 2016
- Smilisca (Cope, 1865)
- Tlalocohyla Faivovich et al., 2005
- Triprion (Cope, 1866)

### Lophyohylinae
A Lophyohylinae alcsaládba tartozó nemek:
- Aparasphenodon Miranda Ribeiro, 1920
- Argenteohyla Trueb, 1970
- Corythomantis Boulenger, 1896
- Dryaderces Jungfer et al. 2013
- Itapotihyla Faivovich, Haddad, Garcia, Frost, Campbell & Wheeler, 2005
- Nyctimantis Boulenger, 1882
- Osteocephalus Steindachner, 1862
- Osteopilus Fitzinger, 1843
- Phyllodytes Wagler, 1830
- Phytotriades Jowers, Downieb & Cohen, 2009
- Tepuihyla Ayarzagüena, Señaris & Gorzula, 1993
- Trachycephalus Tschudi, 1838

### Pseudinae
A Pseudinae alcsaládba tartozó nemek:
- Lysapsus Cope, 1862
- Pseudis Wagler, 1830
- Scarthyla Duellman & de Sá, 1988

### Scinaxinae
A Scinaxinae alcsaládba tartozó nemek:
- Gabohyla Araujo-Vieira, Luna, Caramaschi & Haddad, 2020
- Scinax Wagler, 1830
- Sphaenorhynchus Tschudi, 1838